# Амалія Іспанська
Амалія Іспанська (ісп. Amalia de España), також Амалія де Бурбон (ісп. Amalia de Borbón), повне ім'я Амалія Філіпіна дель Пілар Бласа Боніса Віта Ріта Лутгарда Романа Худас Тадеа Альберта Хосефа Ана Хоакіна Лос Досе Апостоліос Боніфація Доменіка Бібіана Вероніка (ісп. Amalia Felipina del Pilar Blasa Bonisa Vita Rita Lutgard Romana Judas Tadea Alberta Josefa Ana Joaquina Los Doce Apostolicos Bonifacia Domenica Bibiana Veronica; 12 жовтня 1834 — 27 серпня 1905) — іспанська інфанта з династії Бурбонів, молодша донька інфанта Франсіско де Паули де Бурбона та сицилійської принцеси Луїзи Карлотти, дружина баварського принца Адальберта. Художниця.

## Біографія
Народилась 12 жовтня 1834 року у Королівському палаці Мадрида. Була одинадцятою дитиною та шостою донькою в родині іспанського інфанта Франсіско де Паули де Бурбона та його першої дружини Луїзи Карлотти Бурбон-Сицилійської. Новонароджену охрестили в той же день у другій половині дня. Хрещеними батьками стали король Франції Луї-Філіпп I та його дружина Марія Амелія. Дівчинка мала старших сестер Ізабеллу, Луїзу Терезу, Хосефіну Фернанду та Марію Крістіну й братів Франсіско де Асіса, Енріке та Фернандо. Інші діти померли в ранньому віці до її народження.
Перші роки життя Амалія провела у Королівському палаці Мадриду, де сімейству були відведені окремі апартаменти. Також бувала у палацах Севільї та Аранхуеса. Життя родини було досить скромним. Батько при іспанському дворі вважався лібералом, цікавився музикою. Навесні 1838 року родина була змушена виїхати до Франції через політичний тиск, але вже наприкінці 1840 року повернулася до Іспанії. Мешкали у Бургосі, Мадриді та Сарагосі. Після ще одного нетривалого вигнання у 1842 році, оселилися у власному палаці Сан-Хуан у центрі Мадрида поруч із парком Буен-Ретіро. У 1844 році Амалія втратила матір, яка раптово померла від кору у січні місяці. Інфанті на той час було 9 років. Батько у 1849 році знову був висланий з країни, однак вже у 1850-му повернувся до Мадрида. У грудні 1852 року він узяв другий шлюб із Терезою де Арредондо. Новий союз виявився щасливим.

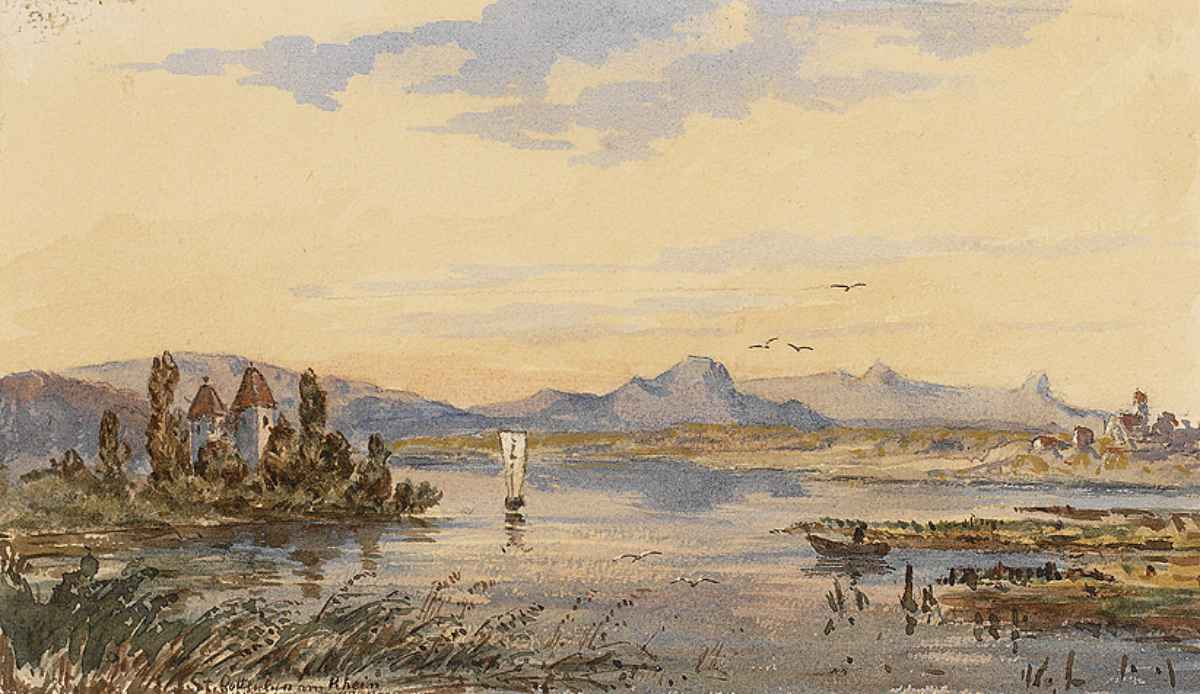
Пейзаж аквареллю роботи Амалії

Амалія у 21 роки побралася із 28-річним принцом Баварським Адальбертом. Весілля відбулося в Мадриді 25 серпня 1856 року в День Святого Людовика — покровителя Франції та Баварії. Наречена отримала значний посаг від своєї тітки Ізабелли II. Оселилися молодята у Мюнхені. Свекор дівчини, колишній король Людвіг, був розчарований інфантою, знайшовши її товстою та простою. Двір також шокувала звичка Амалії палити. Адальберт, в свою чергу, полюбляв випити та мав коханок, однак шлюб виявився міцним. У подружжя народилося п'ятеро дітей.
Зиму сімейство проводило у Мюнхені, літо — в палаці Німфенбург. Амалія часто навідувала Іспанію, всі їхні діти вільно розмовляли іспанською.
Адальберт помер у серпні 1875 року за часів правління небожа Людвіга II Зачарованного. Амалія пережила його на тридцять років і пішла з життя у 1905 році, маючи дванадцять онуків. Поховані поруч у крипті церкві Святого Михайла у Мюнхені.

## Родина

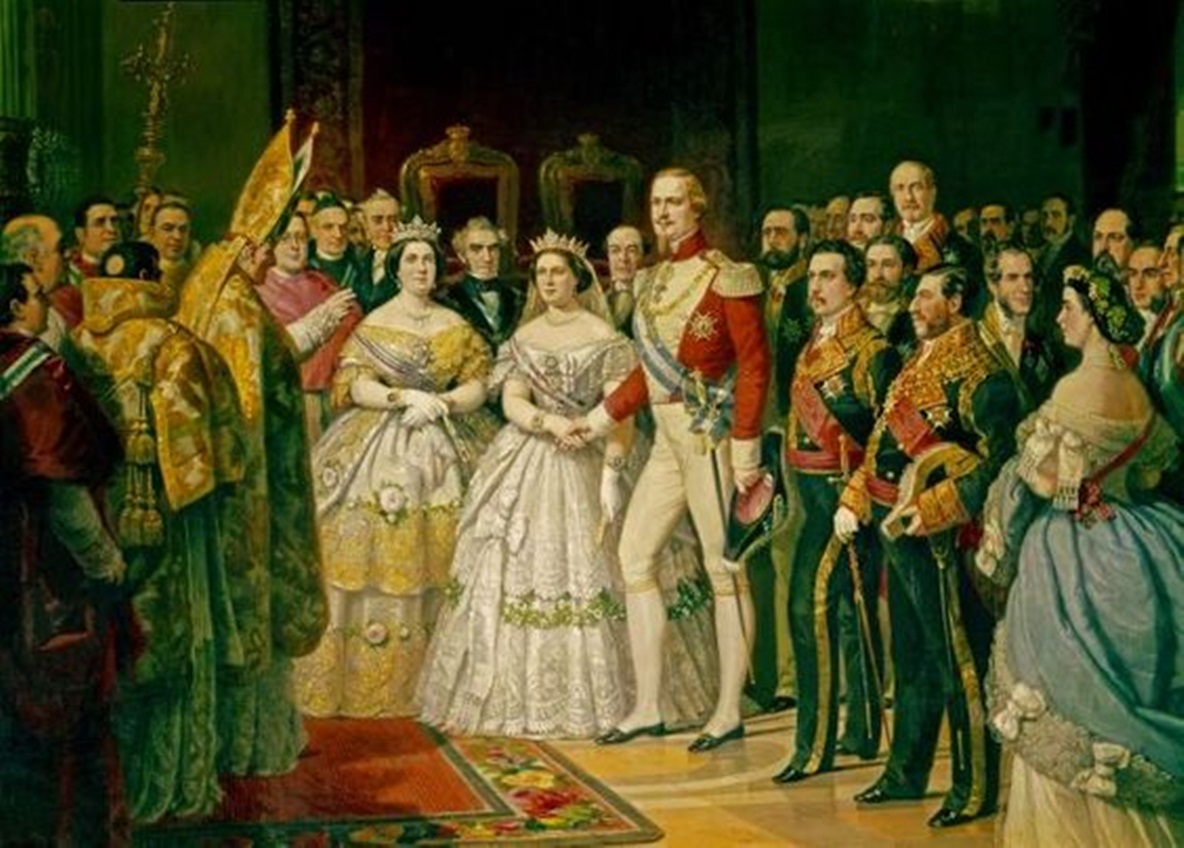
Весільний портрет

Чоловік —  Адальберт Баварський
Діти:
- Людвіг Фердинанд (1859—1949) — був одружений з іспанською інфантою Марією де ла Пас, мав двох синів та доньку;
- Альфонс (1862—1933) — був одружений з французькою принцесою Луїзою Вікторією Орлеанською, мав сина та доньку;
- Ізабелла (1863—1924) — дружина герцога Генуї Томмазо Савойського, мала шестеро дітей;
- Ельвіра (1868—1943) — дружина графа Рудольфа Врбна-Кауніц-Рітберг-Кештенберг та Фроденталь, мала трьох дітей;[4]
- Клара (1874—1941) — художниця, настоятелька релігійної общини святої Анни у Вюрцбурзі та Мюнхені,[5]створеної спеціально для шляхтянок, померла неодруженою[6].

## Нагороди
- Орден Терези (Баварське королівство);
- Орден Святої Єлизавети (Баварське королівство);
- Орден королеви Марії Луїзи (Іспанія).